# Aida Šanajevová
Aida Šanajevová (Šanatyová) (* 23. dubna 1986 Ordžonikidze, Sovětský svaz) je ruská sportovní šermířka osetské národnosti, která se specializuje na šerm fleretem.
Rusko reprezentuje od prvního desetiletí jednadvacátého století. Na olympijských hrách startovala v roce 2008, 2012 a 2016 v soutěži jednotlivkyň a družstev. Na olympijských hrách 2016 se probojovala do semifinále a obsadila čtvrté místo. V roce 2009 získala titul mistryně světa v soutěži jednotlivkyň a v roce 2016 obsadila druhé místo na mistrovství Evropy. S ruským družstvem fleretistek vybojovala na olympijských hrách zlatou (2008) a stříbrnou (2012) olympijskou medaili. V roce 2006, 2011 a 2016 vybojovala s družstvem titul mistryň světa a s družstvem získala celkem tři tituly mistryň Evropy (2006, 2008, 2016).